# Emeric Bebek al II-lea
Emeric Bebek al II-lea (în maghiară Bebek Imre) a fost voievod al Transilvaniei între anii 1446-1448.